# ETH
Obszar ETH / EPF (skrót z niem. Eidgenössische Technische Hochschulen, fr. Écoles Polytechniques Fédérales) – szwajcarski federalny obszar politechnik i instytutów technicznych, grupujący 6 publicznych, federalnych, autonomicznych instytucji naukowo-badawczych w Szwajcarii. Do obszaru ETH/EPF należą:
- Politechnika Federalna w Zurychu (niem. ETHZ, fr. EPFZ)
- Politechnika Federalna w Lozannie (niem. ETHL, fr. EPFL)
- Federalny Instytut Paula Scherrera w Villigen (PSI)
- Federalny Instytut Badań Lasu, Śniegu i Krajobrazu w Birmensdorfie (WSL)
- Federalny Instytut Badań i Technologii Materiałów w Dübendorfie, St. Gallen i Thun (EMPA)
- Federalny Instytut Badań i Technologii Wody w Dübendorfie (EAWAG)

Obszar ETH/EPF podlega bezpośrednio Federalnemu Departamentowi Spraw Wewnętrznych (EDI/DFI), zarządzany jest przez Radę Politechnik Federalnych (ETH-Rat/CEPF) i dotowany budżetem przekraczającym 2,3 mld CHF w 2007. W ramach obszaru ETH/EPF pracuje ponad 550 profesorów i studiuje ponad 20 000 studentów, w tym ok. 4 200 doktorantów.